# Wijnbladh
Wijnbladh är en svensk adlig släkt.
Wijnblads äldsta kända stamfader är Mathias Johansson som var handelsman och borgare i Norrköping. Hans hustru hette Helena Simonsdotter, och hennes far var kyrkoherden i Helsingfors Simon Winblad, från vilken släktnamnet upptogs. Deras son Johan Mattsson Wijnbladh var kunglig sekreterare när han 1649 adlades av drottning Kristina med bibehållet namn. Ätten introducerades året därpå med nummer 447. Han gav Riddarhuset 60 daler silvermynt när han introducerades.
Johan Wijnbladh var gift två gånger. Hans första hustru hette Ingeborg Andersdotter, och hennes far Anders Nilsson var kammrerare hos Karl IX. Hon avled 1646 och 1647 gifte han om sig med Catharina Laurelia, dotter till biskop Olaus Laurelius och Margareta Kenicia, ärkebiskop Petrus Kenicius dotter som tillhörde Bureätten. En svåger i andra äktenskapet adlades Lagersköld.
I första äktenskapet föddes inga barn som förde ätten vidare. I andra äktenskapet föddes fyra döttrar och två söner. En dotter avled ung och ogift. De andra döttrarna gifte sig Wudd, Hjulhammar och Lillieblad. De båda sönerna förde ätten vidare på svärdssidan. Dessa var överstelöjtnant Olof Wijnbladh och assessor Johan Wijnbladh, från vilka båda nuvarande ättemedlemmar härstammar.
1778 överflyttades ätten i andra klassen, riddarklassen.

## Vapen
| ”                                  | Skölden försilfradh, där uthi ett grönt bärg, oppå hvilkedh ligger en vijnståck medh där uthur springande vijnqvistar och tu vijnbladh sampt en drufva uthi sin naturlige färga. Åfvan oppå skölden en öppen tornerhiälm, täckedh och crantzen medh silfver färgadh, blått och grönt fördeelte. Åfvan oppå hiälmen en vijnqvist medh tu bladh och enn drufva, stående emillan tvenne vingar, halffparten blåå och silfverfärgade, aldeles som dedh här iämpte repræsenterat och afmåladt finnes | „ |
| – Sköldebrevsavskrifter, 1:8, RHA. | |   |

## Medlemmar av ätten

### Alfabetiskt ordnade
- Adolf Fredrik Wijnbladh (1744–1808), militär och jordbruksman
- Carl Wijnbladh (1705–1768), militär och arkitekt
- Fridolf Wijnbladh – flera personer
  - Fridolf Wijnbladh (arkitekt) (1826–1872), arkitekt
  - Fridolf Wijnbladh (bankman) (1862–1940), bankdirektör
  - Fridolf Wijnbladh (ingenjör) (1856–1943), väg- och vattenbyggnadsingenjör
  - Fridolf Wijnbladh (militär) (1900–1962), militär
- Hjalmar Wijnbladh (1903–1988), läkare
- Johan Wijnbladh (1733–1793), militär
- Mauritz Wijnbladh (1895–1986), hovrättspresident
- Thorsten Wijnbladh (1884–1973), generalkrigskommissarie

### Kronologiskt ordnade
- Carl Wijnbladh (1705–1768), militär och arkitekt
- Johan Wijnbladh (1733–1793), militär
- Adolf Fredrik Wijnbladh (1744–1808), militär och jordbruksman, son till Carl Wijnbladh
- Fridolf Wijnbladh (arkitekt) (1826–1872), arkitekt
- Fridolf Wijnbladh (ingenjör) (1856–1943), väg- och vattenbyggnadsingenjör
- Fridolf Wijnbladh (bankman) (1862–1940), bankdirektör
- Thorsten Wijnbladh (1884–1973), generalkrigskommissarie
- Mauritz Wijnbladh (1895–1986), hovrättspresident
- Fridolf Wijnbladh (militär) (1900–1962), militär
- Hjalmar Wijnbladh (1903–1988), läkare